# Hrabiowie Herefordu
Earlowie Herefordshire
- 1043–1051: Sweyn Godwinson
- 1052–1057: Raplh Wstydliwy
- 1058–1066: Harold Godwinson

Hrabiowie Hereford 1. kreacji (parostwo Anglii)
- 1067–1071: William FitzOsbern, 1. hrabia Hereford
- 1071–1074: Roger de Breteuil, 2. hrabia Hereford

Hrabiowie Hereford 2. kreacji (parostwo Anglii)
- 1141–1143: Miles de Gloucester, 1. hrabia Hereford
- 1143–1155: Roger Fitzmiles, 2. hrabia Hereford

Hrabiowie Hereford 3. kreacji (parostwo Anglii)
- 1199–1220: Henry de Bohun, 1. hrabia Hereford
- 1220–1275: Humphrey de Bohun, 2. hrabia Hereford
- 1275–1298: Humphrey de Bohun, 3. hrabia Hereford
- 1298–1322: Humphrey de Bohun, 4. hrabia Hereford
- 1322–1336: John de Bohun, 5. hrabia Hereford
- 1336–1361: Humphrey de Bohun, 6. hrabia Hereford
- 1361–1373: Humphrey de Bohun, 7. hrabia Hereford